# Latifa Akherbach
Latifa Akherbach (َberbère : ⵍⴰⵟⵉⴼⴰ ⴰⵅⵔⴱⴰⵛ, arabe : لطيفة أخرباش –Tetouan, 1960) est une journaliste, femme politique, diplomate et essayiste marocaine. Elle est notamment secrétaire d'État auprès du ministre des Affaires étrangères et de la coopération dans le gouvernement El Fassi entre 2007 et 2012.
En février 2025, elle est battue par l'Algérienne Selma Haddadi pour le poste de vice-présidente de la commission de l'Union africaine.

## Parcours
Elle est titulaire d'un doctorat en sciences de l'information et de la communication en 1988 à l'Institut français de presse (Paris II).
Après avoir décroché un baccalauréat (sciences mathématiques à Marrakech) en 1978, elle a poursuivi ses études à l'Institut supérieur de journalisme de Rabat (1979-1983).
Elle a travaillé comme journaliste au quotidien Al-Maghrib (1981-1982) et à l'hebdomadaire La Vie éco (1991-1995).
Elle est, entre 1993 et 2000, représentante au Maroc du réseau euro-maghrébin pour la formation aux métiers de la communication (REMFOC). Entre 1992 et 1999, elle est conseillère de projet à la Fondation Friedrich-Naumann et anime entre 1990 et 2003 plusieurs ateliers et sessions de formations en communication. Elle a également occupé le poste de professeur à l'Institut supérieur de journalisme de Rabat, devenu, depuis 1995, Institut supérieur de l'information et de la communication (ISIC).
En septembre 2003, elle est nommée par le roi Mohammed VI directrice de l'ISIC. Elle quitte ce poste en 2007.
Elle est coauteur des livres Femmes et médias et Femmes et politique et avait publié plusieurs articles et études sur les médias et la communication dans divers journaux marocains en langue arabe et française.
Elle occupe à partir de mars 2007 le poste de directrice de la Radio nationale.
Le 15 octobre 2007, Latifa Akherbach est nommée secrétaire d'État auprès du ministre des Affaires étrangères et de la Coopération sous le gouvernement Abbas El Fassi. Elle quitte cette fonction en 2012.
Le 9 mars 2013, elle est nommée ambassadrice du Maroc en Bulgarie et en Macédoine. En 2016, elle est nommée ambassadrice du Maroc en Tunisie.
Le 3 décembre 2018, Latifa Akherbach est nommée présidente de la Haute Autorité de la communication audiovisuelle du Maroc, succédant à Amina Lamrini.
En juillet 2024, Akherbach anonce sa candidature pour le poste de vice-présidente de la commission de l'Union africaine. Elle est soutenue par le Maroc mais elle est battue par l'Algérienne Selma Haddadi (d) lors de l'élection en février 2025,.